# Iglesia de San Julián y Santa Basilisa (Isla)
La iglesia parroquial de San Julián y de Santa Basilisa se ubica en la localidad de Isla, en el término municipal de Arnuero (Cantabria). Se trata de uno de los ejemplos más bellos y relevantes de iglesia columnaria de planta de salón, en Cantabria.

## Historia
El templo se remonta al siglo XVI, siendo reconstruida en 1629 y reedificada entre 1685 y 1690. Esta última obra fue promovida por el arzobispo de Burgos Juan Fernández de Isla y el diseño es obra del maestro mayor del arzobispado, Francisco del Pontón Setién, que intervino junto a Bernabé de Hazas.
El templo ha sido declarado Bien de Interés Cultural en la categoría de Monumento, el 4 de abril de 2002, y la declaración apareció en el BOC el 18 de abril del mismo año.
En el año 2010 llevó a cabo una rehabilitación del edificio

## Descripción
Sus tres naves, de cuatro tramos, presentan igual altura, siendo más ancha la central. La cabecera es poligonal, y a los pies se erige una torre de sección cuadrangular, que rompe la homogeneidad del volumen del cuerpo de las naves en el exterior. 
Los soportes interiores son pilares de sección circular con plinto, basa ática y capitel toscano, sobre los que se adosan pilastras cajeadas, que recuerdan en gran medida a los utilizados en la parroquial de Ajo. 
Predominan dos tipos de arcos bien diferenciados: El de medio punto, que se utiliza en la nave central y en el crucero, y el apuntado, presente en las naves laterales. Todos estos arcos son de sección cuadrangular e intradós cajeado. Todos los tramos de las naves se cubren con bóvedas de crucería estrellada de trazado sencillo en la mayor parte de los casos. 
Merece la pena hacer una mención especial a algunos de sus elementos más importantes. 

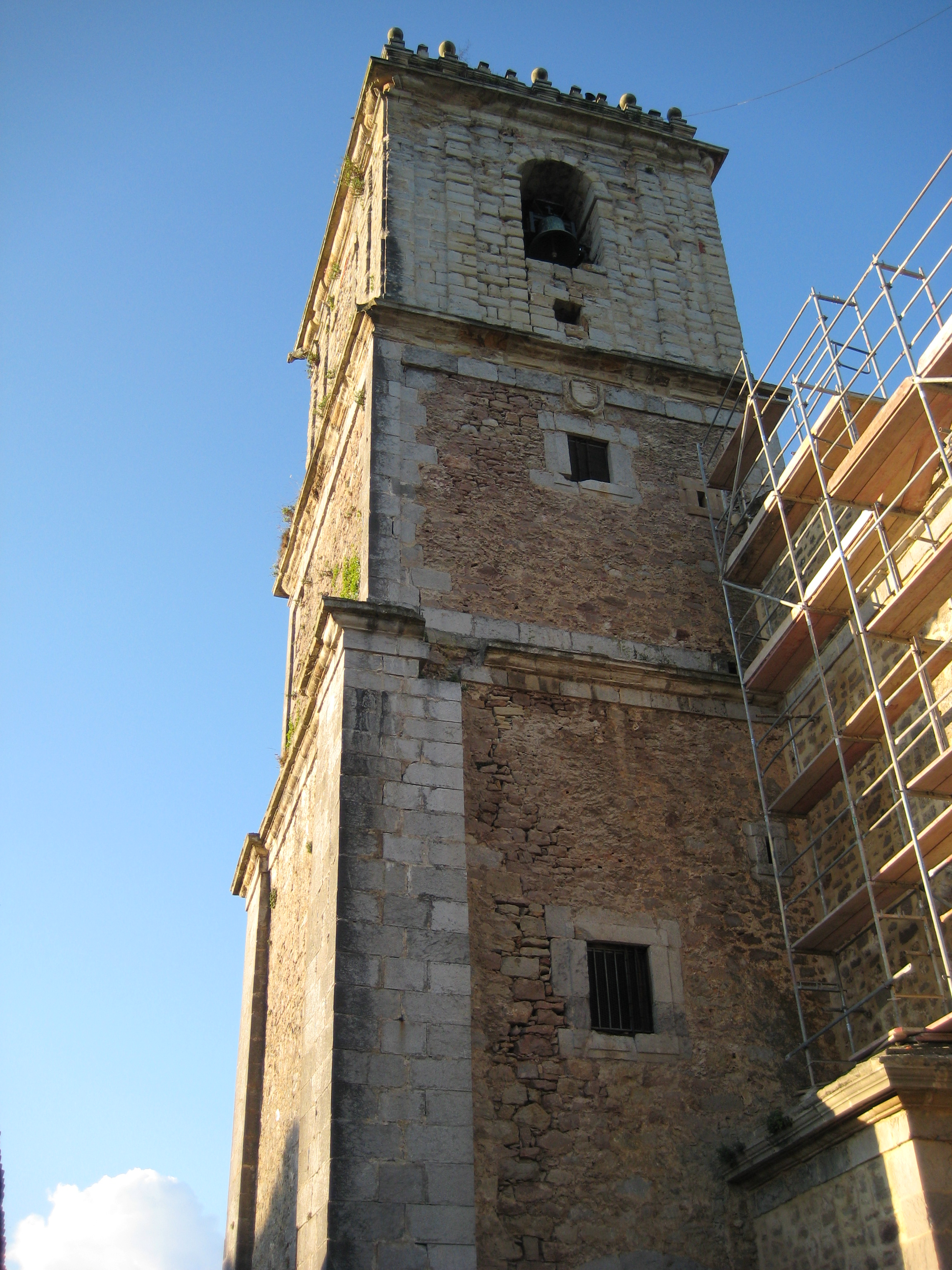
Torre del campanario

- La torre, que se levanta a los pies del templo, muestra la prestancia y configuración de las conocidas torres trasmeranas. Su notable altura se desarrolla en tres pisos, separados por cornisas voladas. El último piso, todo de sillería, se decora con pilastras clasicistas, que articulan el paramento de sillería y enmarcan, a su vez, los vanos. Este último cuerpo se remata con antepecho abalaustrado y coronado por bolas herrerianas. Por último, la torre se cierra con un chapitel piramidal de piedra.

- La portada, que se abre en el segundo tramo de la nave de la epístola, es monumental y se enmarca en un gran arco de medio punto no muy sobresaliente, coronado por un frontón triangular. Su estilo responde a concepciones clasicistas con ciertas aportaciones barrocas.

Este templo es uno de los más claros ejemplos de la arquitectura clasicista en Cantabria, que mantiene el modelo de planta de salón en pleno siglo XVII. 
En el interior del templo se encuentra el retablo mayor. Se trata de un impresionante retablo policromado del siglo XVII. Posee una gran riqueza decorativa y unas proporciones considerables. Su composición se adapta a la forma poligonal del ábside, y presenta un triple remate o ático que se adapta al trazado de los nervios de la bóveda y sigue la línea de las tres calles, dos laterales, una central y dos entrecalles, todo organizado en una pequeña predela y dos cuerpos. Se alternan los relieves con la escultura exenta. Destacan los relieves referentes a la vida de la Virgen, y, en la predela, los temas de la Última Cena, la Oración del Huerto y la Entrada en Jerusalén.